# Zaandam
Zaandam (pronunție în neerlandeză [zaːnˈdɑm] ⓘ) este un oraș din provincia Olanda de Nord a Țărilor de Jos. El este principalul oraș al municipalității Zaanstad și a obținut statutul de oraș în anul 1811. Este situat pe malurile râului Zaan, în apropiere de Canalul Mării Nordului, și se află la mică distanță de Amsterdam.
Districtul Zaandam, care conține orașul și zona rurală înconjurătoare, are o populație de aproximativ 76.804 de locuitori.
Zaandam a fost o municipalitate separată până în 1974, când a devenit o parte a municipalității Zaanstad.

## Istoric

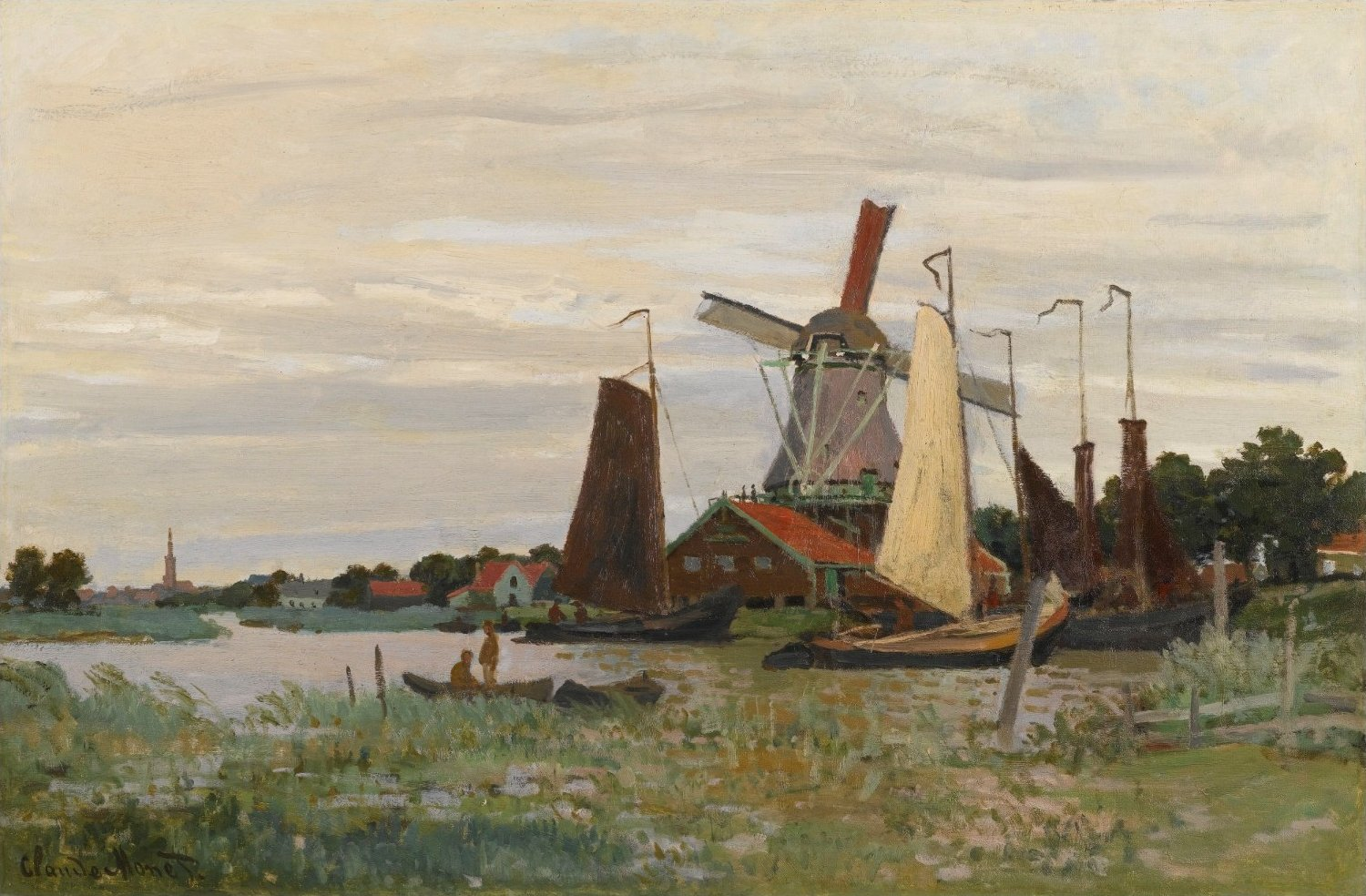
O moară de vânt în apropierea de Zaandam pictată în 1871 de Claude Monet

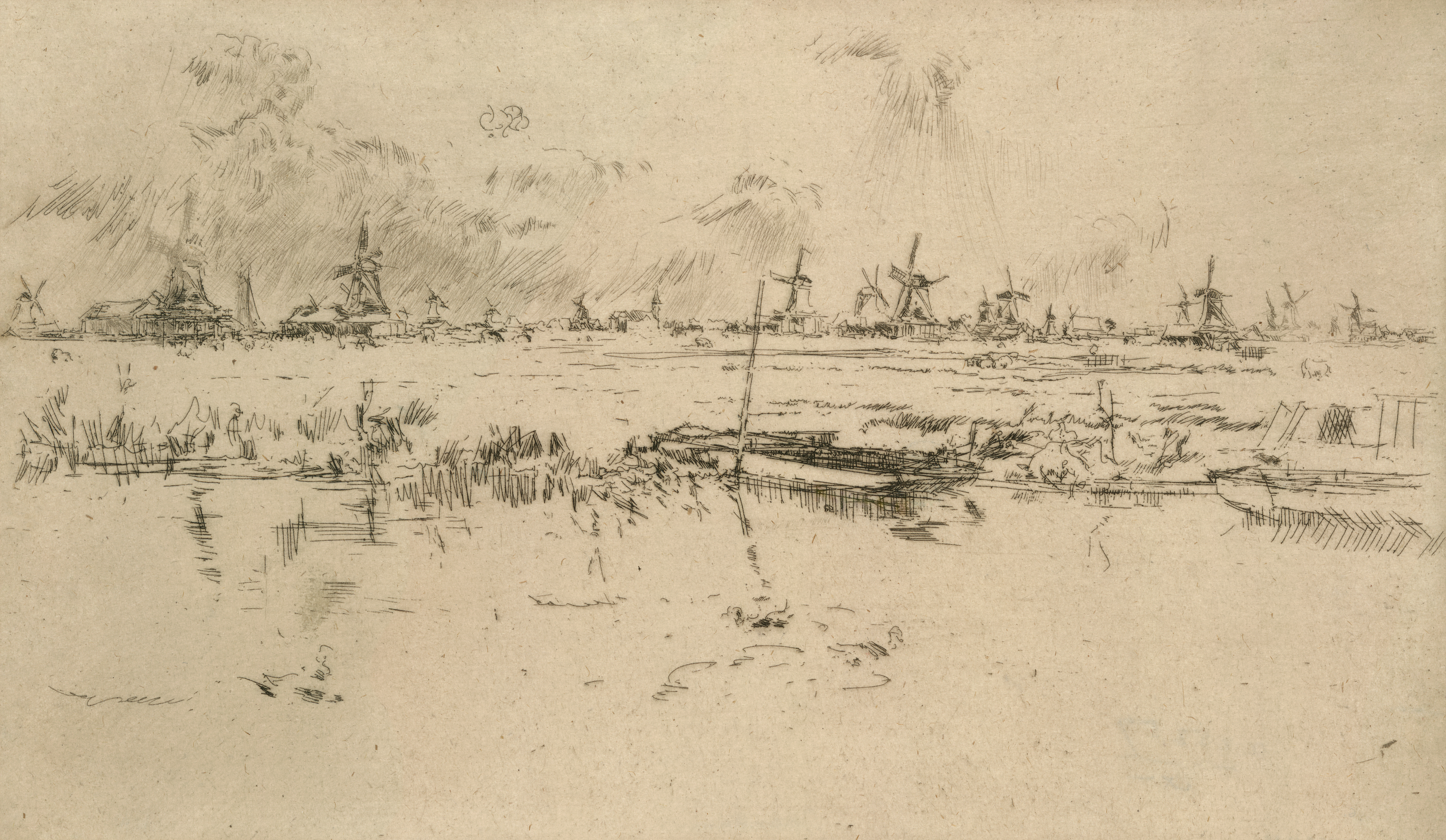
Zaandam, c. 1889. Gravură de James McNeill Whistler.

Zaandam (denumit anterior Saenredam) și regiunea înconjurătoare a râului Zaan, numită Zaanstreek, au o istorie comună cu tradiții industriale.
În Epoca de Aur olandeză, Zaandam era o zonă industrială importantă. Mii de mori de vânt puneau în funcțiune ferăstraie care prelucrau lemnul din țările scandinave pentru construcții navale și industria hârtiei. O statuie a fost comandat de sculptorul sârb bosniac Slavomir Miletić în onoarea acestei ere, iar statuia „Dulgherul” („De Houtwerker”), a fost instalată pe 20 iunie 2004.
Zaandam a fost un oraș de frunte în timpul primei Revoluții Industriale. În cea de-a doua jumătate a secolului al XX-lea, Zaandam era încă un important port de cherestea.
Zaandam este menționat, de asemenea, ca având legături istorice cu vânătoarea de balene.
În 1697, țarul Petru I al Rusiei a petrecut ceva timp în Zaandam, unde a studiat construcțiile navale. Casa în care a locuit a fost păstrată ca un mic muzeu, Casa Țarului Petru.
În 1871, pictorul impresionist Claude Monet a trăit în Zaandam pentru aproximativ o jumătate de an. În acest timp, el a făcut 25 de picturi ale zonei, inclusiv Bateaux en Hollande pres de Zaandam și O moară de vânt la Zaandam.
Primul restaurant european McDonald's a fost deschis în Zaandam în 1971. Lanțul de supermarket-uri Albert Heijn își are, de asemenea, sediul în Zaandam, dar contrar a ceea ce cred mulți oameni nu provine din acel loc; el a fost fondat în localitatea învecinată Oostzaan în 1887.
Clubul de fotbal AZ (Alkmaar Zaanstreek) a fost fondată în Zaandam pe 10 mai 1967.

## Galerie

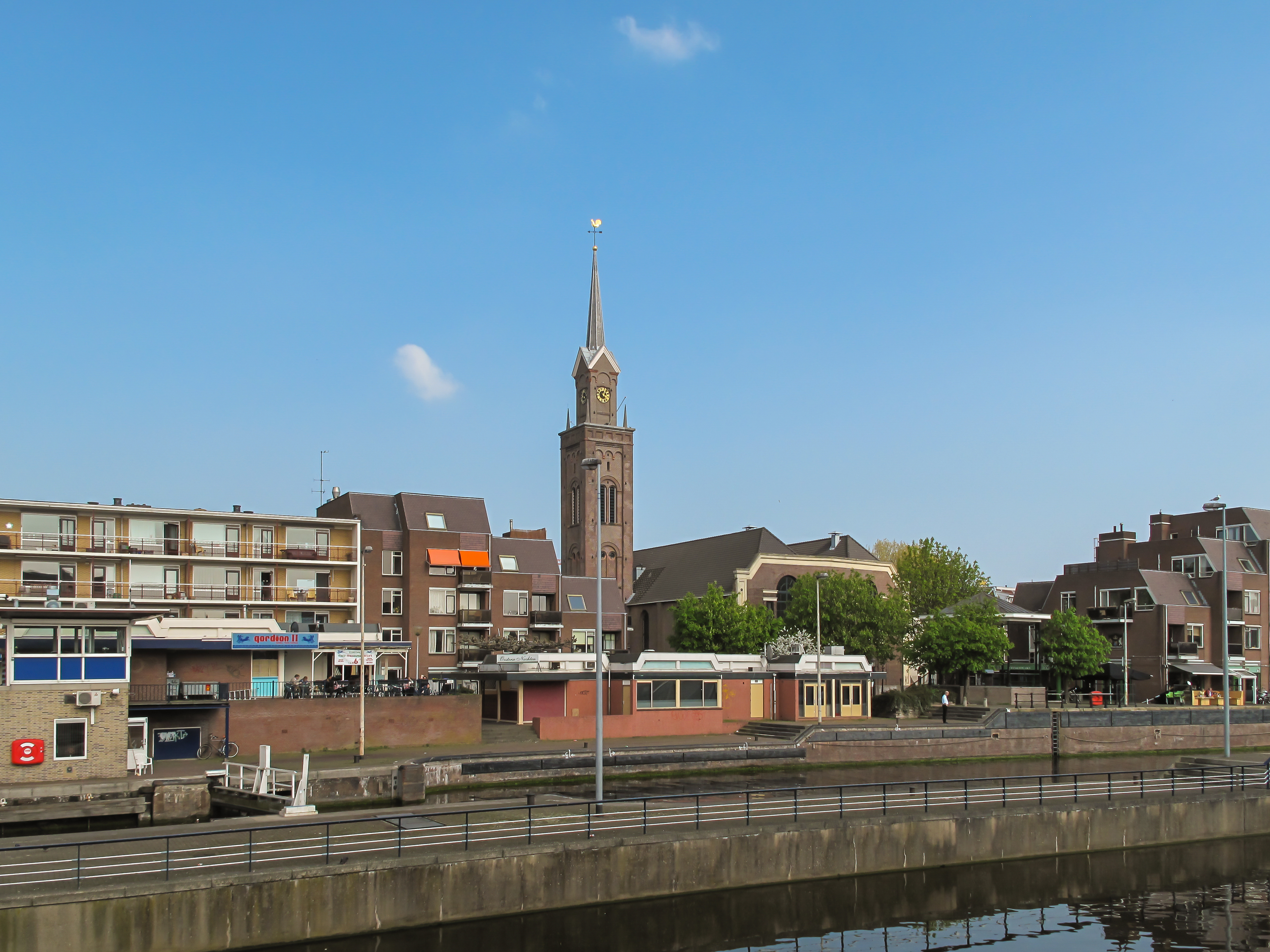
Biserica Oostzijderkerk din Zaandam
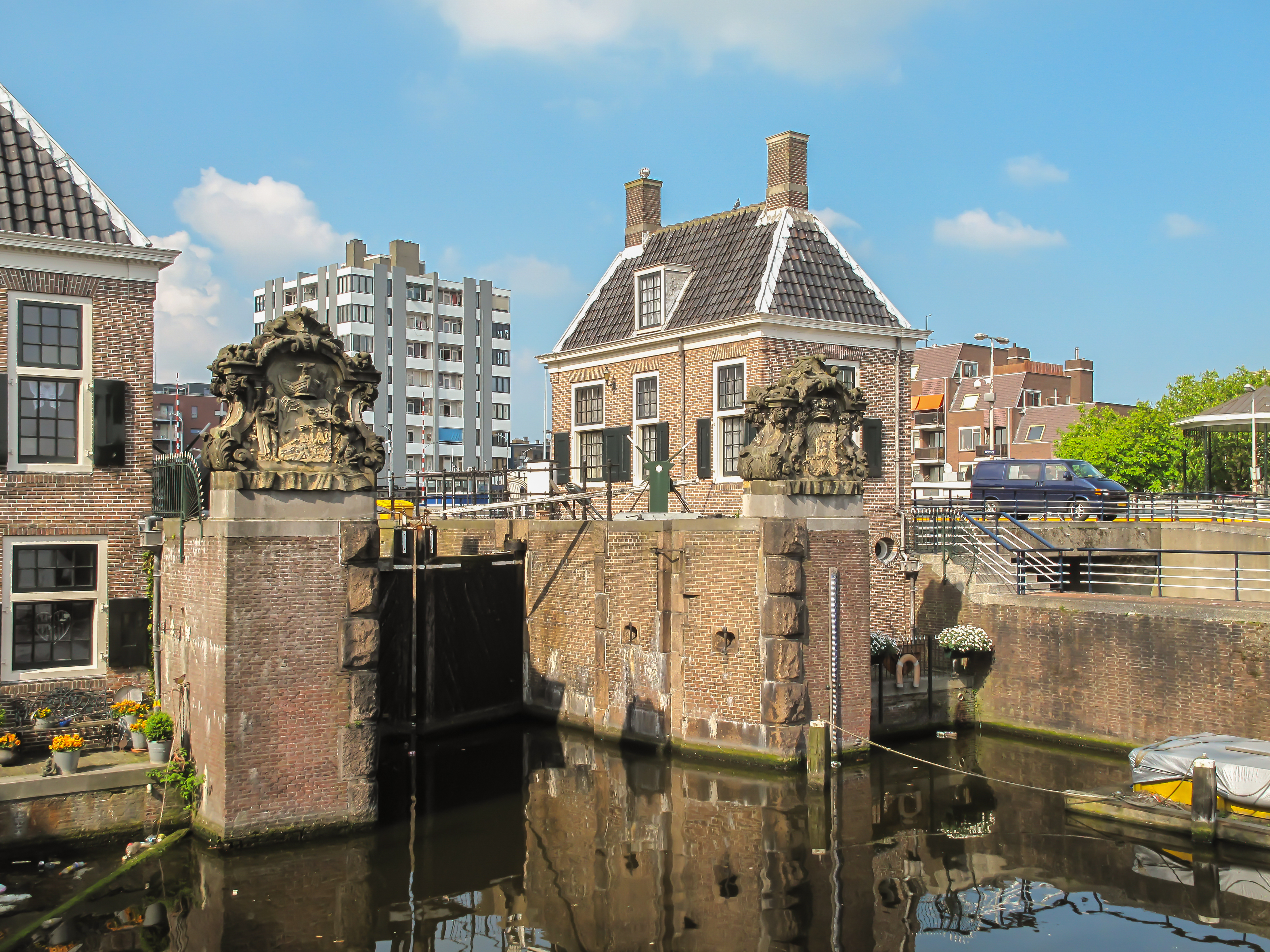
Ecluza din Zaandam
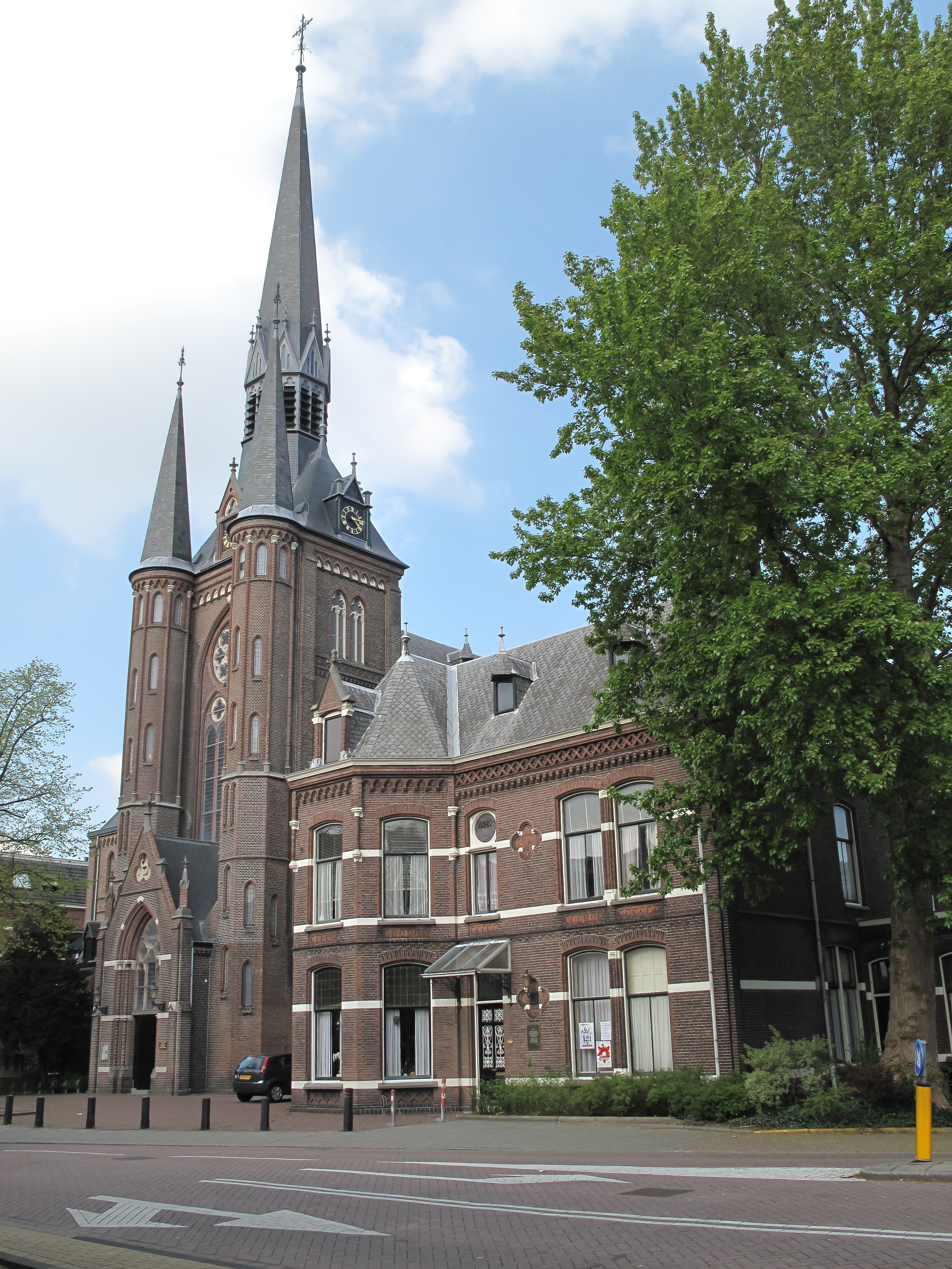
Biserica Sint Bonifatius din Zaandam
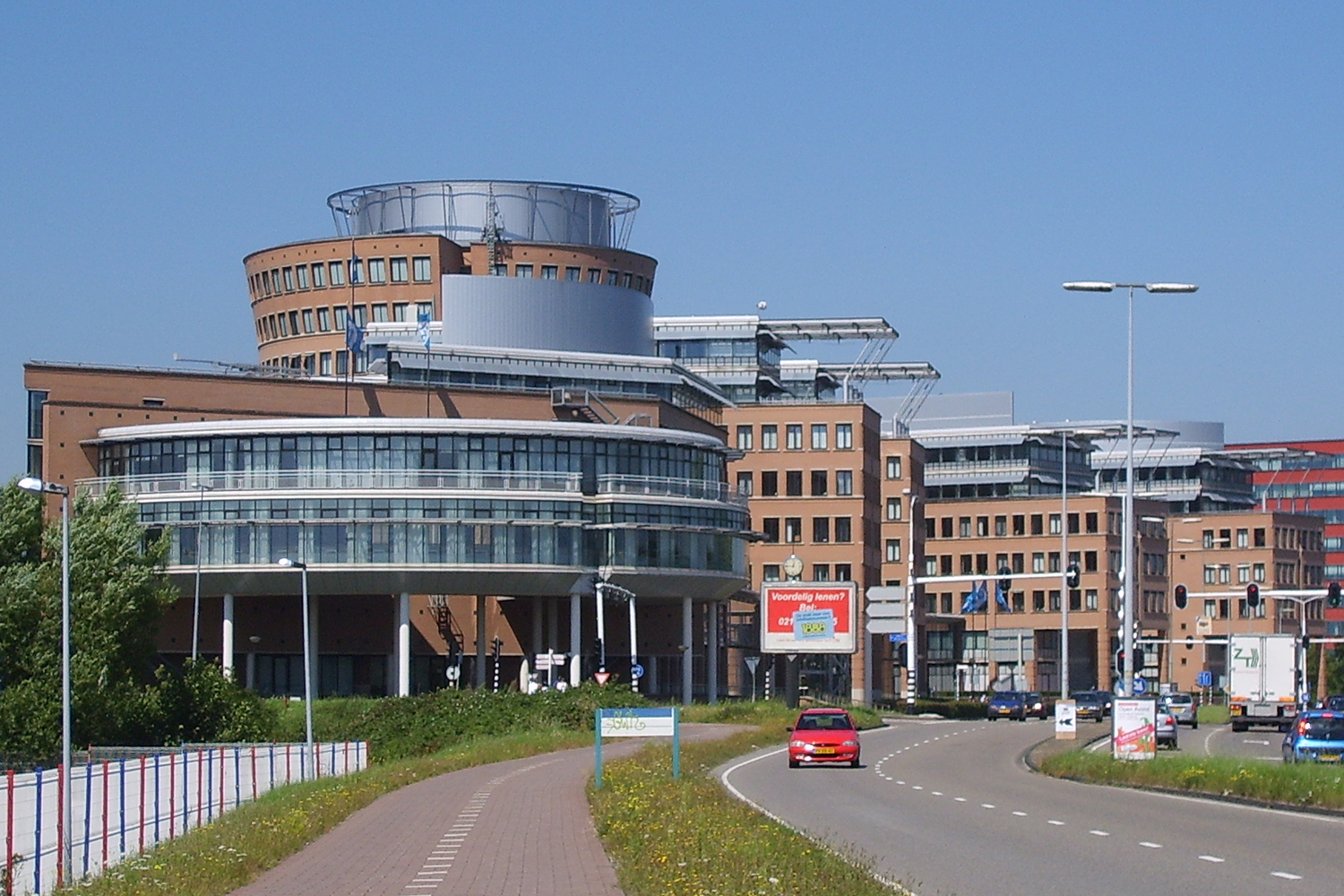
Sediul Albert Heijn din Zaandam, Țările de Jos.
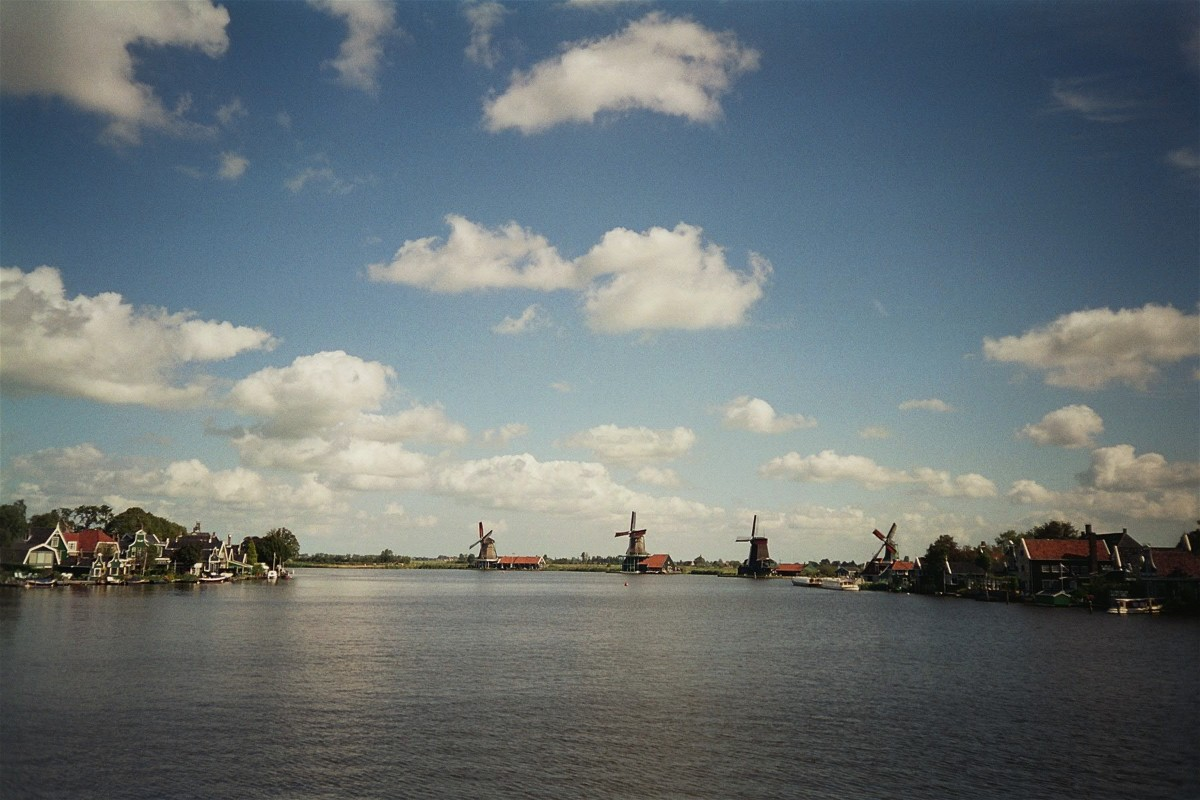
Râul Zaan

## Personalități născute în Zaandam
- Jan Saenredam (1565-1607), gravor
- Anton Mauve (1838-1888), pictor
- Jan Verkade (1868-1946), pictor
- Kees Bruynzeel (1900-1980), comerciant de cherestea, navigator și constructor
- Arie Smit (1916), pictor
- Piet Kee (1927), organist și compozitor
- Han Bennink (1942), muzician de jazz
- Hendrik Lenstra (1947), matematician
- Johnny Rep (1951), jucător de fotbal
- Kathinka Pasveer (1959), flautistă
- Erwin Koeman (1961), jucător de fotbal și antrenor de fotbal
- Ronald Koeman (1963), jucător de fotbal și antrenor de fotbal
- Robert Molenaar (1969), jucător de fotbal
- Ali Bouali (1981), rapper
- Harm van den Dorpel (1981), artist conceptual
- Patricia van der Vliet (1989), model
- Oğuzhan Özyakup (1992), jucător de fotbal
- Melissa Venema (1995), muziciană